# Multatuliteater

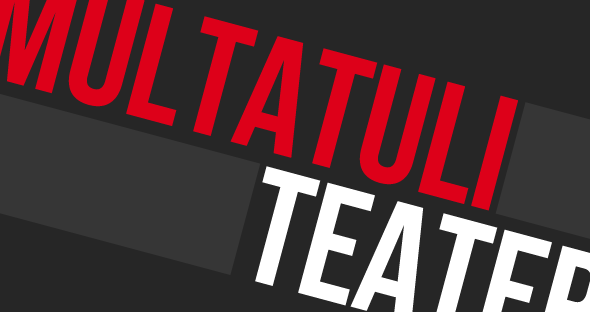

Het Multatuliteater, aanvankelijk het Socialistisch Theatergezelschap en vervolgens Multatulikring, is een Belgische socialistische toneelvereniging uit Gent.

## Historiek
Het Socialistisch Theatergezelschap werd opgericht in 1874 en trad in haar begindagen op in herbergen met zang en declamatiestukken. Vaste stek in deze periode was Den Duytsch. Drie jaar later (1877) werd de naam gewijzigd naar Multatulikring, de aanleiding hiervoor was een voordracht van Eduard Douwes Dekker (Multatuli) die Emmanuel Tetaert in augustus van dat jaar had bijgewoond. Geïnspireerd door Multatuli, scheef Tetaert zijn eerste toneelstuk Lijden en Strijden. De première van dit stuk ging door in herberg De Witte Kat. Later werd het repertoire uitgebreid met onder meer werken van Hippoliet van Peene en Nestor de Tière en vonden de voorstelling veelal plaats in zaal Paranassus. Vanaf 1884 beschikte het gezelschap over een eigen zaal in gebouwen van de Samenwerkende Maatschappij Vooruit op de Garenmarkt. Occasioneel werd uitgeweken in deze periode naar de Minardschouwburg en vanaf 1897 werd de vaste locatie zaal De Choeurs. De organisatie was aangesloten bij de Federatie van Vlaamse Socialistische en Sociaal-progressieve Toneelverenigingen (FVST).
Op zondag 25 januari 1903 brachten ze de allereerste voorstelling van Het gezin van Paemel van Cyriel Buysse en leverde het gezelschap een toneelprijs op. Samen met de voorstellingen van Een Vijand des Volks van Henrik Ibsen luidde deze opvoeringen een succesperiode in voor theatergezelschap. Toen het feestlokaal van de Vooruit in 1917 door de Duitse bezetter werden opgeëist werden de voorstellingen gestaakt. In de jaren 30 vond er een nieuwe bloeiperiode plaats onder impuls van een revival van expressionistisch massatheater en de strijd tegen de crisis en het opkomende fascisme. Hierin speelde regisseur Michel Van Vlaenderen een belangrijke rol door middel van zijn keuze voor ideologisch geladen toneel, een kenmerkend voorbeeld was de opvoering van Koning Arbeid (1931) van Daan Boens. Het traditionele programma werd daarnaast doorbroken met regieconcepten van Attische tragedies en middeleeuwse 'abele spelen'. Zo vonden er in deze periode openlucht-voorstellingen plaats van onder meer Lancelot en Gloriant in de ruines van de Sint-Baafsabdij. Met het uitbreken van de Tweede Wereldoorlog werden de activiteiten gestaakt.
Kort na de bevrijding werden de activiteiten opnieuw opgestart en vanaf 1947 verscheen het tijdschrift Podium. Het gezelschap bracht in deze periode tevens de eerste vertolkingen van werken van Jean-Paul Sartre en Arthur Miller in Vlaanderen. Met de oprichting van het NTG in 1965 verloor het gezelschap zijn eersterangspositie in Gent en braken moeilijkere tijden aan. Tevens kon het gezelschap niet langer optreden in de Koninklijke Nederlandse Schouwburg (KNS) en viel door toedoen van de ontzuiling de materiële steun vanuit de socialistische beweging terug. Vanaf 1969 vond het gezelschap een nieuw onderkomen in het Textielhuis, tevens werd een campingwagen aangekocht. Het eeuwfeest vond plaats in de Sint-Pietersabdij. Ook vond omstreeks deze periode de naamsverandering van Multatulikring naar Multatuliteater plaats.
Begin jaren 80 verhuisde het gezelschap opnieuw naar de locatie van haar gloriedagen en kreeg ze een plek in het nieuwe Kunstencentrum Vooruit. Producties als L. Bal en Por Amor del Tango dateren uit deze periode. In 1889 - '90 werd het Gezin van Pamel hernomen. In maart 1999 werd een tentoonstelling georganiseerd in de Stedelijke Openbare Bibliotheek van Gent ter ere van de 125ste verjaardag van het gezelschap en het toneelseizoen werd dat jaar afgesloten met een bewerking van Multatuli's Max Havelaar.
Op de website van Multatuliteater staan onder het luik 'producties' alle voorstellingen die het gezelschap de afgelopen 11 jaar op de planken heeft gebracht.